# Pelexia obliqua
Pelexia obliqua är en orkidéart som först beskrevs av Johannes Jacobus Smith, och fick sitt nu gällande namn av Leslie Andrew Garay. Pelexia obliqua ingår i släktet Pelexia och familjen orkidéer. Inga underarter finns listade i Catalogue of Life.